# Astolfo Lunardi
Astolfo Lunardi (Livorno, 1º dicembre 1891 – Brescia, 6 febbraio 1944) è stato un antifascista e partigiano italiano, tra i promotori della resistenza cattolica al nazifascismo.

## Biografia
Astolfo Lunardi nacque a Livorno nel 1891 e divenne litografo. Nel 1911 si trasferì a Toscolano per lavorare in una ditta del luogo.
Durante la Grande Guerra combatté come sergente degli Arditi, meritandosi nel giugno 1918 una medaglia d'argento al valor militare.
Dopo il conflitto aderì al Partito Popolare Italiano di don Sturzo; nel 1927 emigrò in Francia per lavoro tornando dopo pochi mesi, aprendo a Brescia uno studio di disegnatore e cartellonista pubblicitario.
Impegnato in parrocchia e nelle organizzazioni cattoliche, dopo l'armistizio di Cassibile aderì subito alla Resistenza, facendo della propria abitazione il centro organizzativo dei partigiani cittadini e partecipando alla fondazione delle Brigate Fiamme Verdi.
Catturato il 6 gennaio 1944 durante una retata nazifascista, venne fucilato, insieme a Ermanno Margheriti, il 6 febbraio dello stesso anno presso il Poligono di tiro di Mompiano.

## Riconoscimenti
Durante il periodo della Resistenza prese il suo cognome la divisione bresciana delle Brigate Fiamme Verdi.
A Lunardi sono dedicate a Brescia: una via nella zona sud della città, un Istituto tecnico commerciale, una lapide in via Ondei (insieme a Ermanno Margheriti) ed una lapide presso il piazzale del poligono di tiro di Mompiano (insieme a Ermanno Margheriti e ai morti dell'eccidio del 26 aprile 1945).